# Marian Lalewicz
Marian Lalewicz (ur. 21 listopada 1876 w Wyłkowyszkach, zm. 21 sierpnia 1944 w Warszawie) – polski architekt, przedstawiciel akademickiego klasycyzmu.

## Życiorys
W 1895 r. ukończył gimnazjum w Suwałkach. Studiował na Wydziale Architektury Cesarskiej Akademii Sztuk Pięknych w Petersburgu, kończąc studia z wyróżnieniem w 1901 r. Dzięki uzyskanemu stypendium kształcił się w Szwecji, Norwegii, Niemczech, Austrii i Włoszech. Do 1917 r. wykładał historię sztuki i architektury w uczelniach petersburskich, jednocześnie projektując budowle w Moskwie i Petersburgu.
Po powrocie do kraju (1918) wykładał w Akademii Sztuk Pięknych i na Politechnice Warszawskiej. W latach 1925–1927 dziekan Wydziału Architektury, a w 1935–1938 prorektor Politechniki Warszawskiej. Działał w Towarzystwie Opieki nad Zabytkami Przeszłości pełniąc od 1930 r. aż do wybuchu wojny funkcję prezesa Towarzystwa.
Podczas obrony Warszawy w 1939 r. komendant Pogotowia Technicznego. Uczestniczył w tajnym nauczaniu studentów architektury, od 1942 r. nauczyciel w Państwowej Wyższej Szkole Technicznej. W 1943 r. został wysiedlony przez Niemców ze swojego domu przy ul. Górnośląskiej 41. Zamieszkał przy ul. Muranowskiej 12.
Został rozstrzelany przez Niemców w czasie powstania warszawskiego w sierpniu 1944 wraz z ok. 200 innymi osobami w egzekucji przy ul. Dzikiej 17. Jego symboliczny grób znajduje się na cmentarzu Powązkowskim (kwatera 244-I-29).
Był autorem słownika zwrotów używanych w literaturze w czterech językach, który zaginął w czasie powstania warszawskiego.

### Ważniejsze projekty w Rosji
- Pałacyk M. K. Pokotiłowej w Petersburgu (1909)
- Dom towarowy firmy futrzarskiej Mertensa w Petersburgu (1911–1912)
- Kamienica M. Sołowiejczika w Petersburgu przy ul. Pestela 7 (1911–1913)
- Kinoteatr „Parisiana” w Petersburgu (1913–1914)
- Gmach Banku Syberyjskiego przy ul. Newski Prospekt 44 w Petersburgu (1908–1910)
- Budynek administracyjny Towarzystwa Rosyjsko-Amerykańskiej Manufaktury „Trieugol’nik” w Moskwie (1916)
- Osiedle przy zakładzie produkcyjnym KZVS (państwowa fabryka samobieżnych pojazdów wojskowych), którą wybudowała brytyjska spółka BECOS w Podlipkach (obecnie Korolew) (częściowa realizacja)[6].

### Ważniejsze projekty w Polsce
- gmach Dyrekcji Okręgowej Kolei Państwowych przy ul. Targowej 74 w Warszawie (1928–1929)
- gmach Banku Rolnego przy ul. Nowogrodzkiej 50 w Warszawie (1926–1927)
- Budynek Państwowego Instytutu Geologicznego przy ul. Wiśniowej 4 w Warszawie (1923–1930)[1]
- kamienica przy ul. Mokotowskiej 51/53 w Warszawie (1923–1925)
- kamienica Ericssona o dwóch frontach przy Al. Ujazdowskich 47/ul. Mokotowskiej 60 w Warszawie (1922–1925)
- zespół domów mieszkalnych Pocztowej Kasy Oszczędności przy ul. Bugaj 5 w Warszawie (1921–1923)
- dom własny w Kolonii Profesorskiej przy ul. Górnośląskiej 41 w Warszawie
- gmach Banku Polskiego przy pl. Wojciecha Bogusławskiego 2 w Kaliszu (1924–1926)
- koszary Marynarki Wojennej – obecnie siedziba Akademii Marynarki Wojennej w Gdyni (1927)
- kościół garnizonowy w Gdyni (1935–1939)
- budynek Szpitala Morskiego w Gdyni[1]
- gmach Banku Polskiego przy ul. Stanisława Małachowskiego 7 w Sosnowcu (1922–1924)
- budynek Narodowego Banku Polskiego w Siedlcach
- przebudowa tzw. koszar świętokrzyskich w Lublinie na gmach Katolickiego Uniwersytetu Lubelskiego
- gmach Państwowego Banku Rolnego w Lublinie (obecnie NBP).
- gmach Banku Rolnego w Toruniu (1937–1939)
- budynek Państwowego Banku Rolnego w Łucku
- budynek Banku Związku Spółek Zarobkowych przy ul. Sienkiewicza 24 w Łodzi[1]
- willa W. Staniszewskiego w Zalesiu Dolnym[1]
- przywrócenie Pałacowi Staszica przebudowanemu na cerkiew św. Tatiany Rzymianki pierwotnego klasycystycznego wyglądu (1924–1926)

Oprócz tego kierował pracami konserwatorskimi w warszawskich pałacach: Rady Ministrów (1918–1921), Prymasowskim (adaptacja na siedzibę Ministerstwa Rolnictwa i Reform Rolnych), Komisji Rządowej Przychodów i Skarbu i Ministra Skarbu (na siedzibę Ministerstwa Skarbu) oraz Raczyńskich (adaptacja na siedzibę Ministerstwa Sprawiedliwości). Według projektu Mariana Lalewicza przebito ulicę Bonifraterską przez budynek Sądu Apelacyjnego (1936–1937).
W 1939 opracował niezrealizowany projekt rekonstrukcji Kaplicy Moskiewskiej.

## Życie prywatne
Miał syna Witolda, również architekta.

## Odznaczenia
- Krzyż Komandorski Orderu Odrodzenia Polski (2 maja 1923)[11][12]
- Złoty Wawrzyn Akademicki (7 listopada 1936)[13]

## Upamiętnienie
- W 1986 imieniem Mariana Lalewicza nazwano ulicę na warszawskim Ursynowie[14].